# Ardon (Russia)
Ardón (in russo Ардо́н?; in osseto Ӕрыдон?, Ærydon) è una città della Russia europea meridionale, situata nella Ossezia Settentrionale-Alania (rajon Ardonskij). 
Sorge lungo il fiume omonimo, 39 chilometri a nordovest della capitale Vladikavkaz.